# Adelina Tahiri
Adelina Tahiri (Szkopje, 1991. április 25. –) albán énekes. Ismertebb dalai a Nuk Jam Penduar, a Vuaj, a Mjaftë, a Më Trego és a Manipullator. Tahiri 2006 óta Albániában él, ahol modellként kezdte pályafutását Tiranában. Népszerűségre tett szert Albániában, Észak-Macedóniában, a koszovói és az olaszországi albánok körében.

## Albumok
- 2007: Narçizoid
- 2010: Nuk Jam Penduar
- 2015: Ani Ani

### Kislemezek
- 2007 – Narçizoid
- 2008 – Më Trego
- 2009 – Vuaj
- 2013 – Ti Mos U Kthe
- 2011 – Manipulátor
- 2012 – Mjaftë

## Fordítás
Ez a szócikk részben vagy egészben  az   Adelina Tahiri című angol Wikipédia-szócikk ezen változatának fordításán alapul.  Az eredeti cikk szerkesztőit annak laptörténete sorolja fel. Ez a jelzés csupán a megfogalmazás eredetét és a szerzői jogokat jelzi, nem szolgál a cikkben szereplő információk forrásmegjelöléseként.